# 5542 Moffatt
Az 5542 Moffatt (ideiglenes jelöléssel 1978 PT4) a Naprendszer kisbolygóövében található aszteroida. A perthi obszervatóriumban fedezték fel 1978. augusztus 6-án.